# Rogério (filho de Dagoberto)
Rogério, filho de Dagoberto (em grego: Ῥογέρης/Ῥογέριος ὁ τοῦ Τακουπέρτου) foi um magnata normando, membro epônimo da família nobre bizantina de Rogério. Um companheiro de Roberto Guiscardo (r. 1059–1085) na conquista normanda do sul da Itália, desertou com seu irmão Raul para o Império Bizantino do imperador Aleixo I Comneno (r. 1081–1118), onde entrou em serviço imperial. 
Sob Aleixo, lutou contra pechenegues, turcos seljúcidas e normandos, assim como em 1098 serviu ao lado de seu irmão Raul como embaixador para Godofredo de Bulhão e em 1108 foi um refém de Boemundo I durante as negociações entre normandos e bizantinos. Ele foi um dos signatários do Tratado de Devol.

## Biografia

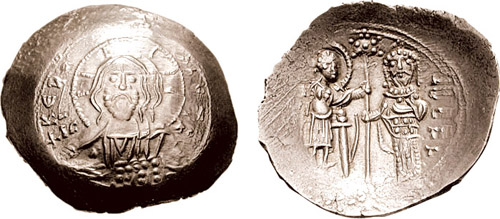
Histameno de r.

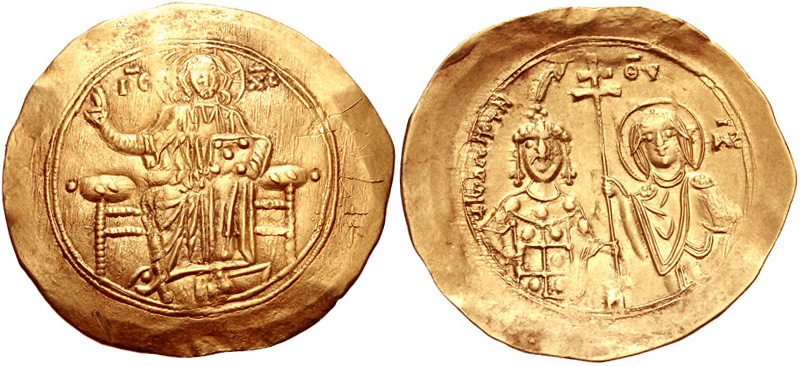
Hipérpiro escifato de r.

Rogério foi um magnata normante e companheiro de Roberto Guiscardo (r. 1059–1085), ao lado de quem tomou parte na conquista normanda do sul da Itália. Em 1080/1081, contudo, quando Roberto Guiscardo preparava-se para cruzar o Adriático e invadir o Império Bizantino, Rogério desertou para os bizantinos e informou o imperador Aleixo I Comneno dos preparativos normandos. A fuga de Rogério também formou seu irmão Raul a procurar refúgio na corte bizantina; ele tornar-se-ia o ancestral epônimo da família Raul. Tanto as crônicas bizantinas quanto as ocidentais louvaram Rogério por sua bravura e por sua eloquência.
Tanto Ana Comnena, em sua Alexíada, quando Nicolau Calicles, em um elogio escrito para o funeral de Rogério, relatam a subsequente carreira de Rogério sob Aleixo: recebendo o posto de sebasto, ele lutou com o imperador contra os pechenegues e os turcos seljúcidas, bem como os normandos. Em 1098, serviu ao lado de seu irmão Raul como embaixador para Godofredo de Bulhão, e durante a invasão dos Bálcãs por Boemundo em 1108, ele foi usado como um emissário e refém durante as negociações entre normandos e bizantinos. Mais tarde, foi também um dos signatários do Tratado de Devol que terminou as hostilidades entre Boemundo e o império.

### Família
Rogério casou-se com uma dama desconhecida da família Dalasseno, que mantinha laços estreitos com a dinastia comnena. Ele teve ao menos um filho confirmado, o césar João Rogério Dalasseno. Outro membro da família, o sebasto Constantino Rogério, foi um contemporâneo de João Rogério e serviu sob o imperador João II Comneno (r. 1118–1143), mas sua relação precisa com Rogério é desconhecida.